# Stadion am Zoo
Het Stadion am Zoo is een stadion in de Duitse stad Wuppertal. De voetbalclub Wuppertaler SV, die uitkomt in de Regionalliga West, speelt er zijn thuiswedstrijden. In het stadion passen 28.300 toeschouwers, maar uit veiligheidoverwegingen worden er slechts 23.067 toegelaten. Het stadion beschikt over 5000 zitplaatsen.

## Geschiedenis
Het stadion werd in 1924 gebouwd in de stad Elberfeld, dat in 1929 opging in de nieuwe gemeente Wuppertal. Tussen het voetbalveld en de tribunes bevond zich een wielerbaan, en het stadion werd eerst voornamelijk gebruikt voor wielerwedstrijden. De baan stond bekend als een van de snelste van Europa. Na de Tweede Wereldoorlog werd het stadion echter bekender als de thuishaven van de voetbalclub Wuppertaler SV Borussia, dat in de jaren zeventig kort in de Bundesliga speelde. De wielerbaan werd gedeeltelijk afgebroken om meer toeschouwerplaatsen mogelijk te maken.
In het begin van de jaren negentig werd de hoofdtribune van het stadion ingrijpend gerenoveerd; alleen de voorgevel, die als monument beschermd was, bleef behouden. Tussen 2005 en 2008 vond nogmaals een grote renovatie plaats, waarbij de wielerbaan volledig werd gesloopt en achter de doelen tribunes werden gebouwd.
Allianz Arena (FC Bayern München) ·
BayArena (Bayer Leverkusen) ·
Borussia-Park (Borussia Mönchengladbach) ·
Deutsche Bank Park (Eintracht Frankfurt) ·
Europa-Park Stadion (SC Freiburg) ·
Holstein-Stadion (Holstein Kiel) ·
Mewa Arena (1. FSV Mainz 05) ·
MHPArena (VfB Stuttgart) ·
Millerntor-Stadion (FC St. Pauli) ·
Red Bull Arena (Leipzig) (RB Leipzig) ·
Rhein-Neckar-Arena (TSG 1899 Hoffenheim) ·
Signal Iduna Park (Borussia Dortmund) ·
Alte Försterei (1. FC Union Berlin) ·
Volkswagen-Arena (VfL Wolfsburg) ·
Voith-Arena (1. FC Heidenheim 1846) ·
Vonovia Ruhrstadion (VfL Bochum) ·
Weserstadion (Werder Bremen) ·
WWK ARENA (FC Augsburg)
Donaustadion (SSV Ulm 1846) ·
Eintracht-Stadion (Eintracht Braunschweig) ·
Fritz-Walter-Stadion (1. FC Kaiserslautern) ·
Heinz-von-Heiden-Arena (Hannover 96) ·
Home Deluxe Arena (SC Paderborn 07) ·
Jahnstadion Regensburg (Jahn Regensburg) ·
Max-Morlock-Stadion (1. FC Nürnberg) ·
MDCC-Arena (1. FC Magdeburg) ·
Merkur Spiel-Arena (Fortuna Düsseldorf) ·
Olympiastadion (Hertha BSC) ·
Preußenstadion (SC Preußen Münster) ·
RheinEnergieStadion (1. FC Köln) ·
Sportpark Ronhof (SpVgg Greuther Fürth) ·
Stadion am Böllenfalltor (SV Darmstadt 98) ·
Ursapharm-Arena an der Kaiserlinde (SV Elversberg) ·
Veltins-Arena (Schalke 04) ·
Volksparkstadion (HSV) ·
Wildparkstadion (Karlsruher SC)
Audi-Sportpark (FC Ingolstadt 04) ·
Brita-Arena (SV Wehen Wiesbaden) ·
Carl-Benz-Stadion (SV Waldhof Mannheim) ·
DDV-Stadion (Dynamo Dresden) ·
Erzgebirgsstadion (FC Erzgebirge Aue) ·
Hardtwaldstadion (SV Sandhausen) ·
LEAG Energie Stadion (Energie Cottbus) ·
Ludwigsparkstadion (1. FC Saarbrücken) ·
Ostseestadion (Hansa Rostock) ·
SchücoArena (DSC Arminia Bielefeld) ·
Sportclub Arena (SC Verl) ·
Sportpark Höhenberg (FC Viktoria Köln 1904) ·
Sportpark Unterhaching (SpVgg Unterhaching) ·
Stadion an der Bremer Brücke (VfL Osnabrück) ·
Stadion an der Hafenstraße (Rot-Weiss Essen) ·
Stadion Rote Erde (Borussia Dortmund II) ·
Städtisches Stadion an der Grünwalder Straße (TSV 1860 München) ·
Tivoli (Alemannia Aachen) ·
WIRmachenDRUCK Arena (VfB Stuttgart II)